# Sara Alexandrowna Lewina
Sara Alexandrowna Lewina (russisch Зара Александровна Левина; * 23. Januarjul. / 5. Februar 1906greg. in Simferopol, Krim, Russisches Kaiserreich; † 27. Juni 1976 in Moskau, Sowjetunion) war eine russisch-sowjetische Komponistin und Pianistin.
Sie studierte in Odessa Klavier, setzte ihr Studium am Moskauer Konservatorium bei Felix Blumenfeld fort und studierte Komposition bei Nikolai Mjaskowski und Reinhold Glière.
Sie komponierte zwei Klavierkonzerte, Kammermusik und zahlreiche Lieder. Sie ist die Großmutter der Pianistin Katia Tchemberdji und des russischen Pianisten Alexander Melnikow.